# شب (نقاشی)
شب (به آلمانی: Die Nacht)، نقاشی رنگ روغنی از ماکس بکمان است. این نقاشی بین سال‌های ۱۹۱۸ تا ۱۹۱۹ کشیده شد و از نمادهای جنبش عینیت نو پس از جنگ جهانی اول به‌شمار می‌آید. 
این نقاشی اکنون در مجموعهٔ هنر نوردراین-وستفالن (Kunstsammlung Nordrhein-Westfalen) دوسلدورف نگهداری می‌شود.